# ژانگ شین (اسکی باز)
ژانگ شین (انگلیسی: Zhang Xin؛ زادهٔ ۴ اوت ۱۹۸۵) از برندگان مدال‌های بازی‌های المپیک اهل چین است.